# 秦裴
秦裴，唐朝末年至五代十国杨吴将领。
秦裴跟随杨行密爲牙校，光化元年（898年），秦裴带领三千人马攻占昆山县并驻扎下来。钱镠部将顾全武攻打苏州，九月，杨行密所委任的苏州刺史臺濛放弃苏州城逃跑。只有秦裴据守的昆山县城未被攻下，顾全武率领一万余人展开进攻。秦裴多次出城交战，让病弱士卒披戎衣持长矛，力壮士兵张满弓弩，顾全武军被打退。顾全武送去檄文命令秦裴投降。因顾全武曾当过和尚，秦裴便把给顾全武的信函封上派人送去，表示降服，顾全武大喜，当众打开信函，里面竟然是一卷佛经，顾全武大怒，增调军队进攻昆山城，引水灌城，城墙塌坏，城内粮绝，秦裴才表示投降。钱镠准备了一千人的食物等待他率众出城，秦裴出来，只有不到一百名瘦弱不堪的士兵。钱镠问他为什么要顽固抗拒。秦裴回答：“我讲义气不辜负楊公，今天不过是力屈而降，并不是从内心里归顺你。”钱镠很赞赏秦裴说的话。顾全武也劝钱镠宽恕秦裴。天复二年（902年）杨行密遣送顾全武回杭州，以便换回秦裴。钱镠大喜，遣送秦裴返回广陵。
天复三年（903年）五月，李神福派遣部将秦裴、杨戎率众数千人在洞庭湖君山迎击，把荆南节度使成汭打得大败，趁着风势放火焚烧成的舰只，将士争相逃散，成汭投湖淹死。不久，授秦裴为昇州刺史。
天祐三年（906年）杨渥任命昇州刺史秦裴为西南行营都招讨使，率兵在江西攻击镇南留后钟匡时。秦裴到达洪州，在蓼州驻扎，众将领请依江水设立营寨，秦裴没有听从。钟匡时派部将刘楚占据其地。诸将因此抱怨秦裴，秦裴说：“钟匡时的勇将只有刘楚一人，如果他率众守城，不能突然攻克，我是故意让出要害之地，引他出来。”不久，秦裴攻破营寨，俘获刘楚，于是包围洪州，饶州刺史唐宝请求投降。秦裴攻克洪州，俘虏钟匡时及其司馬陳象等五千人而回。杨渥自己兼任镇南节度使，任命秦裴为洪州制置使。
杨渥镇守宣州的时候，命令指挥使朱思勍、范思從、陳璠率领亲兵三千人；等到继位以后，召回广陵。张颢、徐温让朱思勍等三位将领跟随秦裴攻打江西，因此防守洪州。天祐四年（907年）正月，诬陷三将图谋叛变，派人到达洪州，穿着平民衣服、怀揣短兵器直接进入秦裴帐中。秦裴大惊，于是召朱思勍等饮酒，把他逮捕斩首。天祐五年（908年）五月，楚王马殷的军队侵犯鄂州，淮南所署知州秦裴把楚兵打败。其后鬱鬱而卒。